# Dietzenley
Die Dietzenley im Landkreis Vulkaneifel in Rheinland-Pfalz ist mit 617,6 m ü. NHN der höchste Berg des zur Vulkaneifel gehörenden Pelmer Waldes.

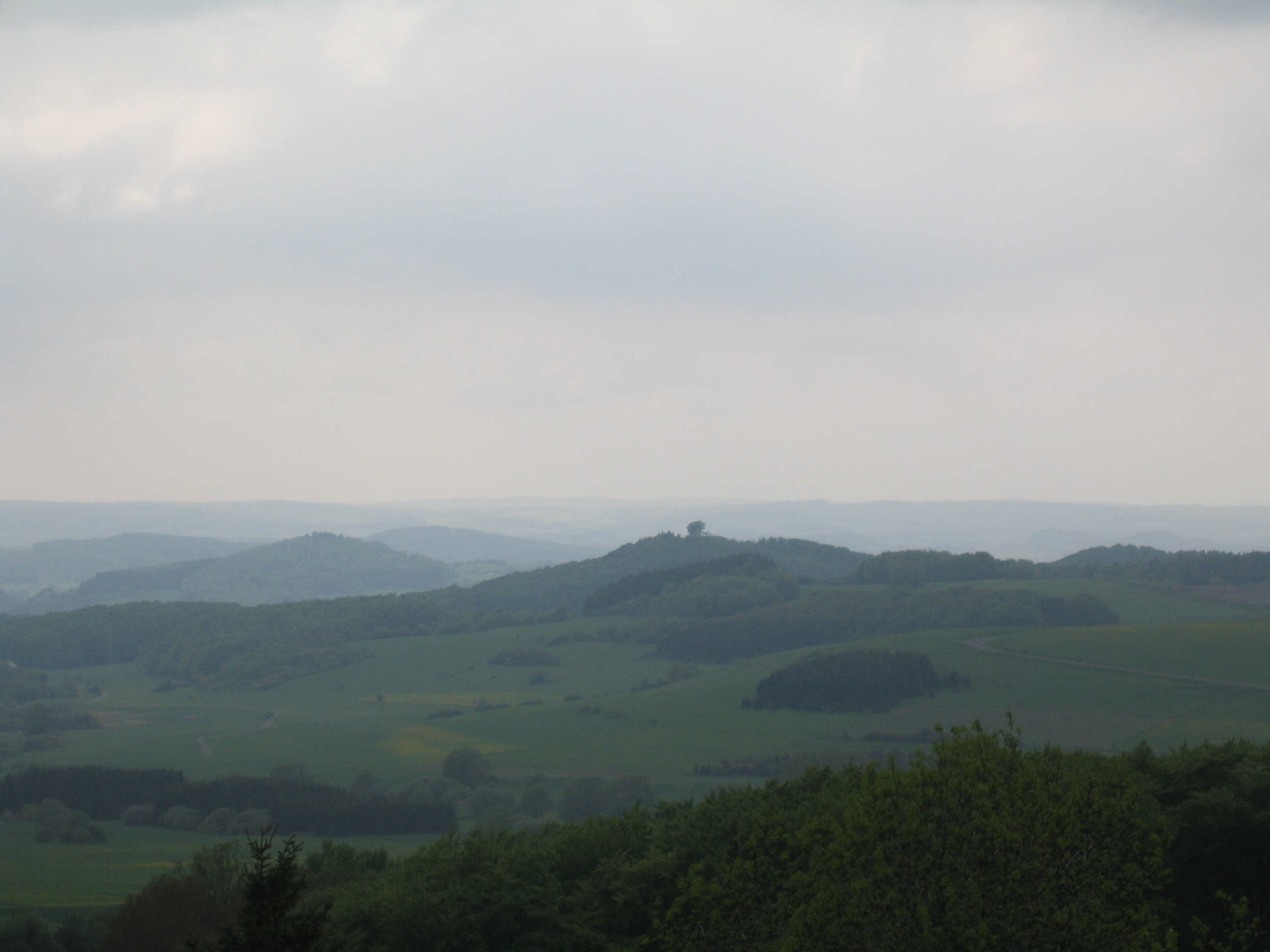
Aussicht vom Turm aus zum Alten Voß

Die Dietzenley erhebt sich im Naturpark Vulkaneifel auf der Gemarkung von Gerolstein nördlich oberhalb des Gerolsteiner Stadtteils Büscheich-Niedereich.
Auf der größtenteils bewaldeten Kuppe steht ein kleiner, hölzerner Aussichtsturm, der eine gute Aussicht in die Vulkaneifel bietet. Etwas unterhalb davon befinden sich ein Umsetzer und Überreste eines keltischen Ringwalls.
Von Gerolstein, Pelm und Gees lässt sich die Dietzenley auf Wanderwegen erreichen. Die 10. Etappe des Fernwanderwegs Eifelsteig führt von Gerolstein kommend über den Gipfel weiter nach Daun.